# Шпітари
Шпітари (пол. Szpitary) — село в Польщі, у гміні Нове Бжесько Прошовицького повіту Малопольського воєводства.
Населення — 248 осіб (2011).
У 1975-1998 роках село належало до Краківського воєводства.

## Демографія
Демографічна структура станом на 31 березня 2011 року:
|          | Загалом | Допрацездатний вік | Працездатний вік | Постпрацездатний вік |
| -------- | ------- | ------------------ | ---------------- | -------------------- |
| Чоловіки | 123     | 21                 | 92               | 10                   |
| Жінки    | 125     | 26                 | 73               | 26                   |
| Разом    | 248     | 47                 | 165              | 36                   |